# Котяче око
Котя́че о́ко — мінерал:

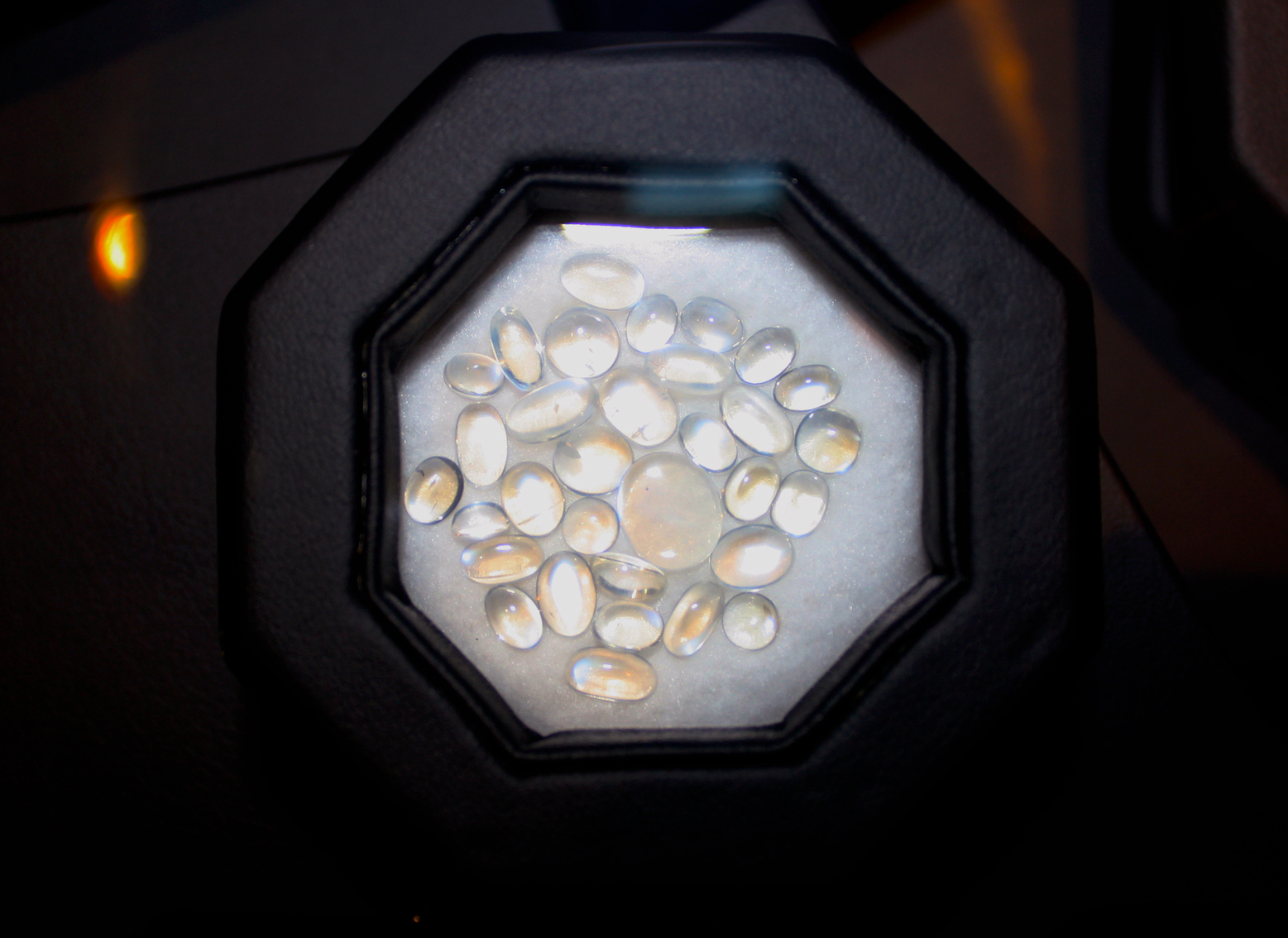
Котяче око — хризоберил

- 1) Зеленуватий кварц з шовковистим полиском від включень азбесту.
- 2) Коштовна відміна хризоберилу зеленуватого та жовтуватого кольору з гарним хвилястим відливом, зумовленим наявністю орієнтованих ниткоподібних включень або паралельно орієнтованих порожніх каналів.

## Визначення
В даний час термін вживається відносно різних декоративно-самоцвітних каменів, у яких відмічається переміщення переливання світлової смуги при повороті каменю. Цей оптичний ефект (переливання) найкраще спостерігається в полірованих кабошонах, але часто помітний ще на необробленому сколі або зрізі каменю при його повороті. Найяскравіше він виражений у хризоберилі. Такі мінерали, як кварц із включеннями волокнистих мінералів, турмалін c системою мікроскопічних взаємопаралельних внутрішніх каналів-пустот, орієнтованих уздовж основної осі, скаполіт, фіброліт (волокнистий силіманіт), паралельно-волокнисті сорти нефриту і діопсид також мають «ефект котячого ока». Якщо термін «котяче око» вживається без вказівки мінералу, то він відноситься до хризоберилу. У хризоберилу цей ефект обумовлений відбиттям світла від мікроскопічних порожнистих каналів, або від включень, орієнтованих паралельно одній з кристалографічних осей. А в таких каменів, як «соколине око» і продуктів його звітрювання — «биче око» і «тигрове око» переливчатість обумовлена паралельно тонковолокнистою структурою агрегатів.

## Окремі різновиди
Розрізняють:
- котяче око енстатитове (енстатит з грою кольорів),
- котяче око західне (зайва назва в значенні 1, котяче око індійське (зайва назва в значенні 2),
- котяче око каліфорнійське (щільний волокнистий серпентин з ясними смугами),
- котяче око кварцове (сіро-зелений кварц з мерехтливим відливом),
- котяче око олександритове (суміш олександриту з кварцом),
- котяче око опалове (опал з включеннями волокнистого крокідоліту),
- котяче око рубінове (опалесціюючий рубін),
- котяче око сапфірове (сапфір з грою кольорів),
- котяче око східне (те ж саме, що й котяче око хризоберилове),
- котяче око топазове (жовта відміна топазу з опалесценцією),
- котяче око турмалінове (відміна турмаліну з опалесценцією),
- котяче око угорське (котяче око зеленого кольору з родовища Фіхтельґебірґе, Баварія, ФРН),
- котяче око хризоберилове (хризоберил зеленуватого кольору з яскравим полиском, знайдений на острові Шрі-Ланка),
- котяче око цейлонське (хризоберил з опалесценцією).

## Мінерал в Україні
В Україні (Приазов'я) в 2000 р. відкрито котяче око нефелінове. Колір — чорний з бурими плямами, в тонких пластинках (1-2 мм) темно-зелений. Блиск жирний. Легка іризація в площині, яка збігається з віссю шостого порядку. Просвічує в пластинах до 3 мм. Показники заломлення: Ne = 1,542; No = 1,533. Густина 2,61. Твердість 5,5. Спайність: за {1010}, {0001} досконала. Форма огранки — кабошон, сферичні поверхні. Ефект ока обумовлений орієнтуванням включень егірину паралельно довгій осі кабошона.